# Гарнер (Айова)
Гарнер (англ. Garner) — місто (англ. city) в США, в окрузі Генкок штату Айова. Населення — 3065 осіб (2020).

## Географія
Гарнер розташований за координатами 43°5′58″ пн. ш. 93°36′12″ зх. д. / 43.09944° пн. ш. 93.60333° зх. д. (43.099535, -93.603298).  За даними Бюро перепису населення США в 2010 році місто мало площу 5,32 км², уся площа — суходіл. В 2017 році площа становила 5,63 км², уся площа — суходіл.

## Демографія
Згідно з переписом 2010 року, у місті мешкало 3129 осіб у 1301 домогосподарстві у складі 881 родини. Густота населення становила 588 осіб/км².  Було 1380 помешкань (259/км²).
Расовий склад населення:
| - 97,3 % — білих - 0,6 % — чорних або афроамериканців - 0,3 % — азіатів |

До двох чи більше рас належало 1,3 %. Частка іспаномовних становила 2,0 % від усіх жителів.
За віковим діапазоном населення розподілялося таким чином: 25,6 % — особи молодші 18 років, 54,9 % — особи у віці 18—64 років, 19,5 % — особи у віці 65 років та старші. Медіана віку мешканця становила 41,6 року. На 100 осіб жіночої статі у місті припадало 94,6 чоловіків;  на 100 жінок у віці від 18 років та старших — 88,0 чоловіків також старших 18 років.
Середній дохід на одне домашнє господарство  становив 69 690 доларів США (медіана — 58 323), а середній дохід на одну сім'ю — 79 085 доларів (медіана — 66 949). За межею бідності перебувало 9,2 % осіб, у тому числі 16,2 % дітей у віці до 18 років та 5,8 % осіб у віці 65 років та старших.
Цивільне працевлаштоване населення становило 1596 осіб. Основні галузі зайнятості: виробництво — 27,6 %, освіта, охорона здоров'я та соціальна допомога — 27,5 %, роздрібна торгівля — 6,6 %, фінанси, страхування та нерухомість — 6,0 %.